# Upplands runinskrifter 1152
U 1152 är en vikingatida runsten av granit i Brunnby, Frösthults socken och Enköpings kommun. 
Runstenen är 1,65 meter hög, 1,60 meter bred och 0,70 meter tjock. Runhöjden är 6-8 cm. U 1152 står på en gjuten sockel och restes 1943 efter att ha fallit omkull.

## Inskriften
Translitterering av runraden:
+ erlyg + let akua + sten + ʀfti þursten + buonta sen + lifsten +
Normalisering till runsvenska:
Ærnlaug let haggva stæin æftiʀ Þorstæin, boanda sinn. Lifstæinn.
Översättning till nusvenska:
Ärnlög lät hugga stenen efter Torsten, sin man. Livsten (ristade).

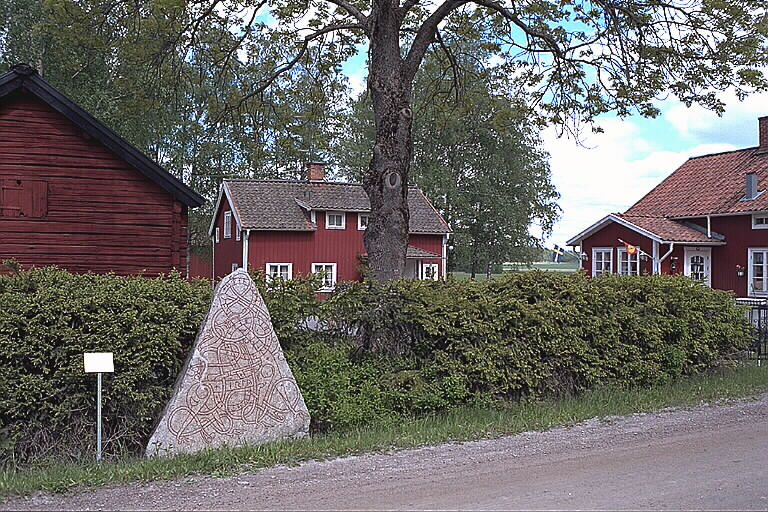
U 1152 i Brunnby.

Orden "ristade runor" saknas efter ristarens namn, vilket är anmärkningsvärt eftersom ristaren Livsten annars regelbundet använder både predikat och objekt i signatursatsen. Det finns ristningar av andra ristare enbart signerade med namn, till exempel U 1075.